# Municipio de Tlalixtaquilla de Maldonado
El municipio de Tlalixtaquilla de Maldonado es un municipio de México en el estado de guerrero pertenece a los 85 municipios de Guerrero, en el sur de México. Su cede es Tlalixtaquilla, Es la provincia más poblada del municipio .tiene una superficie de 331,5 km².
En 2020, tenía una población total de 7,602. Fue fundada el 13 de diciembre de 1844 tras el abandono del poblado indígena de Huajolotitlán ubicada en el valle río salado a 3 km de distancia lo que hoy se conoce como los cultivos o riegos del río salado que tras una enfermedad que mato a más de la mitad de la población principalmente a los indígenas, los sobrevivientes se mudaron a lo que hoy se conoce como Tlalixtaquilla y la llamaron "Tierra De Blancos" que años después le cambiarían al idioma indígena náhuatl que es Tlalixtaquilla.
Toponimia: Tlalixtaquilla tiene sus raíces etimológicas en la  lengua náhuatl (Tlali-Tierra ixtatik-blanco) “tierra blanca”.

## Demografía

### Localización
El municipio  pertenece a la región de La Montaña de Guerrero, colinda al norte y al este con Oaxaca, al sur con el municipio de Alcozauca y al oeste con el municipio de Tlapa y Alpoyeca.

### Población
Conforme a los cifras del Censo de Población y Vivienda 2020 realizado por el Instituto Nacional de Estadística y Geografía con fecha censal del 2 a 27 de marzo de 2020, el municipio  de  Tlalixtaquilla  tenía ese año una población total de 7.602 habitantes, de esa cantidad, 3.700 eran hombres y 3.902 eran mujeres. Del cual el 78% eran  mestizos,14% eran de origen indígena,5% eran de origen blanco y el 3% era de ascendencia negra asiática u otras razas...
| Población histórica del Municipio de Tlalixtaquilla |       |
| 1960                                                | 5.372 |
| 1970                                                | 5.563 |
| 1980                                                | 5.867 |
| 1990                                                | 6.668 |
| 1995                                                | 6.681 |
| 2000                                                | 6.699 |
| 2005                                                | 6.534 |
| 2010                                                | 7.096 |
| 2020                                                | 7.602 |

| Población histórica del municipio de Tlalixtaquilla |
|                                                     |
| Fuente:INEGI                                        |

### Localidades
En el censo de 2020 el municipio de Tlalixtaquilla contaba con 15 localidades.
| Código INEGI    | Localidad               | Población (2020) |
| --------------- | ----------------------- | ---------------- |
| 120650001       | Tlalixtaquilla          | 2 529            |
| 120650004       | La Luz de Juárez        | 1 423            |
| 120650008       | Santa Cruz              | 1 309            |
| 120650009       | Tecoyame de Guadalupe   | 654              |
| 120650002       | Ahuacatitlán            | 490              |
| 120650026       | Cannán Ciudad de la Luz | 427              |
| 120650005       | Mexquititlán            | 336              |
| 120650007       | La Rivera               | 219              |
| 120650013       | Barrio el Calvario Uno  | 56               |
| 120650018       | Colonia Tres de Mayo    | 49               |
| 120650017       | Colonia Bachilleres     | 44               |
| 120650014       | Barrio el Calvario Dos  | 33               |
| 120650010       | Cerro Grande            | 22               |
| 120650011       | Guajolotitlán           | 9                |
| 120650019       | Loma Larga              | 2                |
| Total municipal | Total municipal         | 7 602            |

## Geografía
Algunos de los rios son:
- Tlalixtaquilla
- El Salado
- Caycoyan
- San Miguel
- Tlapaneco

## Economía
| Sector                                                                               | Porcentaje |
| ------------------------------------------------------------------------------------ | ---------- |
| Primario (Agricultura, ganadería, caza y pesca)                                      | 53,68 %    |
| Secundario (Minería, petróleo, industria manufacturera, construcción y electricidad) | 17,87 %    |
| Terciario (Comercio, turismo y servicios)                                            | 26,49 %    |
| Otros                                                                                | 01,96 %    |

## Turismo
Atractivos Turísticos
- Monumento al general Vicente Guerrero consumador de la Independencia.
- Monumento al profesor Caritino Maldonado Pérez, Exgobernador del estado.
- Palacio municipal construido originalmente en el año de 1941 y fue remodelado en el año 1983, adicionándole una planta más.
- La iglesia de Santa María del Rosario construido en el año de 1870 toda en piedra caliza.
- el pequeño zócalo y el jueves de plaza con una gran variedad de manjares y comida deliciosa preparada por los ciudadanos del lugar así como productos caseros como el pan de Doña  Balbina.

## Presidentes Municipales
| Presidente Municipal               | Período de Gobierno |
| ---------------------------------- | ------------------- |
| Emiliano Hernández Castillo        | 1972-1974           |
| José Saavedra Rodríguez            | 1975-1977           |
| Fernando Cruz Merino               | 1978-1980           |
| Angel Saavedra Fernández           | 1981-1983           |
| Armando Maldonado Pérez            | 1984-1986           |
| Félix Ramírez                      | 1987-1989           |
| —                                  | 1990-1993           |
| Florentino Felipe Soriano Martínez | 1993-1996           |
| Trinidad Rene Espinoza Ramírez     | 1996-1999           |
| Abraham Gilberto Castro Vázquez    | 1999-2002           |
| Socorro Sofio Ramírez Hernández    | 2002-2005           |
| Ismael Luna Espindola              | 2007-2012           |
| Joel Angel Romero                  | 2012-2015           |
| Erika Guadalupe Espinosa           | Cuellar 2015-2018   |
| Elpidio López Hernández            | 2018-2021           |
| Raquel García Orduño               | 2021-2024           |